# Бомпиетро
Бомпиѐтро (на италиански: Bompietro, на сицилиански Bompietru, Бомпиетру) е село и община в Южна Италия, провинция Палермо, автономен регион и остров Сицилия. Разположено е на 685 m надморска височина. Населението на общината е 1503 души (към 2010 г.).